# Deutsche Gesellschaft für Transfusionsmedizin und Immunhämatologie
Die Deutsche Gesellschaft für Transfusionsmedizin und Immunhämatologie (DGTI) ist eine medizinisch-wissenschaftliche Fachgesellschaft nach deutschem Recht im deutschsprachigen Raum zur Förderung von Forschung, Lehre und Krankenversorgung in der Transfusionsmedizin und ihrer Grenzgebiete. Die DGTI versteht sich als „Die Gesellschaft für Blut, Zellen & Gewebe“.

## Geschichte
Die DGTI wurde 1954 als Deutsche Gesellschaft für Bluttransfusion gegründet. Zur Verdeutlichung der Notwendigkeit blutgruppenserologischer Untersuchungen vor Bluttransfusionen wurde sie 1973 in Deutsche Gesellschaft für Bluttransfusion und Immunhämatologie umbenannt. Im Zusammenhang mit der Erweiterung des Fachgebietes auf alle allogenen Therapien erfolgte 1986 die Umbenennung in Deutsche Gesellschaft für Transfusionsmedizin und Immunhämatologie.

## Struktur
Die DGTI hat über 1000 Mitglieder überwiegend aus dem deutschsprachigen Raum. Neben einem jährlichen Kongress und weiterer Förderungen von Aus-, Fort- und Weiterbildung im Fach Transfusionsmedizin unterhält sie seit 1990 die englischsprachige wissenschaftliche Zeitschrift Transfusion Medicine and Hemotherapy (früherer Name Infusionstherapie und Transfusionsmedizin) sowie seit 2011 die deutschsprachige Fortbildungszeitschrift Transfusionsmedizin. Sitz des Vereins ist Offenbach am Main.

### Aktivitäten
Die Fachgesellschaft ist seit 1972 Mitglied der Arbeitsgemeinschaft der Wissenschaftlichen Medizinischen Fachgesellschaften und war seither an der Erstellung und Publikation von zehn Leitlinien beteiligt.

#### Preise und Kongresse
Die DGTI organisiert jährliche Tagungen – der 56. Kongress fand im September 2023 statt. Im Rahmen ihrer Fachtagung, aber auch unabhängig davon, vergibt die DGTI mehrere Preise:
- Promotionspreis der DGTI – wird nach Bedarf vergeben
- Fritz-Schiff-Preis – wird alle zwei Jahre vergeben und ist mit 3.000 Euro dotiert
- Philip-Levine-Preis – wird alle zwei Jahre vergeben
- Emil-von-Behring-Vorlesung – wird alle zwei Jahre vergeben, dotiert mit 10.000 Euro
- Karl-Landsteiner-Vorlesung – wird alle zwei Jahre vergeben
- Volkmar-Sachs-Preis – wird nach Bedarf vergeben
- Franz-Oehlecker-Medaille (einer der ersten Preisträger war der 1928 geborene Biophysiker Norbert Kleine[7])
- Spielmann-Röka-Förderpreis – dotiert mit 15.500 Euro

### Präsidenten
- Walter Stangl, Hannover (1985 – 1986)
- Hans Reissigl, Innsbruck (1987 – 1988)
- Volkmar Sachs, Kiel (1989 – 1990)
- Dieter Wiebecke, Würzburg (1991 – 1993)
- Ernst Wenzel, Homburg (1994 – 1996)
- Volker Kretschmer, Marburg (1997 – 1998)
- Peter Kühnl, Hamburg (1999 – 2000)
- Barbara Blauhut, Linz (2001 – 2002)
- Norbert Müller, Essen (2003 – 2004)
- Erhard Seifried, Frankfurt (2005 – 2006)
- Volker Kiefel, Rostock (2007 – 2008)
- Reinhold Eckstein, Erlangen (2009 – 2010)
- Walter Sibrowski, Münster (2011 – 2012)
- Gregor Bein, Gießen (2013 – 2014)
- Rainer Blasczyk, Hannover (2015 – 2016)
- Harald Klüter, Mannheim (2017 – 2018)
- Hermann Eichler, Homburg (2019 – 2020)[8]
- Hubert Schrezenmeier, Ulm (2021–2022)[9]
- Holger Hackstein (2022–2023)[1]